# Perła (album)
Perła – trzeci album długogrający Edyty Górniak, wydany 9 marca 2002 roku.

## Informacje ogólne
Głównym producentem płyty był zespół producencko-kompozytorski Absolute, pracujący wcześniej m.in. ze Spice Girls i Tiną Turner. Większość utwów na płytę napisali Tracy Ackerman, Andy Watkins, Paul Wilson, ale premierowe utwory podarowali też kolejni twórcy światowych hitów: Billy Steinberg (m.in. „Like a Virgin” Madonny, „So Emotional” Whitney Houston), Steve Kipner (m.in. „Genie In A Bottle” Christiny Aguilery) i John Reid (m.in. „When The Heartache Is Over” Tiny Turner). Materiał nagrywany był dwukrotnie ze względu na to, że pierwsze nagrania zostały utracone na skutek działania wirusa komputerowego. Ostateczne utwory zostały zarejestrowane w londyńskim studiu, w którym nagrywano anglojęzyczną wersję płyty.
Album ukazał się 9 marca 2002 i zadebiutował na drugim miejscu listy sprzedaży OLiS. Miesiąc po premierze album uzyskał certyfikat złotej płyty. W 2003 ukazała się edycja specjalna Perły wzbogacona o nowe utwory. W tym samym roku Perła została również wydana na rynku europejskim w nowej oprawie graficznej i pod nowym tytułem Invisible i zawierała utwory zaśpiewane w języku angielskim.

## Lista utworów

### Perła (edycja podstawowa)
Perła (edycja podstawowa) wydana została 9 marca 2002 roku jako album dwupłytowy: czarny krążek zawierał utwory w języku polskimi, natomiast biały utwory w języku angielskim.
CD 1
1. Jak najdalej – 4:31
Muzyka/Słowa – Piotr Siejka, Ryszard Kunce
2. Obłok – 4:18
Muzyka/Słowa – Piotr Siejka, Marcin Perzyna
3. Nie proszę o więcej – 4:04
Muzyka/Słowa - Edyta Bartosiewicz
4. Słowa jak motyle – 4:32
Muzyka/Słowa - Tracy Ackerman, Andy Watkins, Paul Wilson, Elżbieta Wróblewska
5. Perła – 4:28
Muzyka/Słowa - Tracy Ackerman, Andy Watkins, Paul Wilson, Edyta Bartosiewicz
6. Mogę zapomnieć ciebie – 3:10
Muzyka/Słowa – Piotr Siejka, Ryszard Kunce,
7. Prezenty – 4:35
Muzyka/Słowa – Marcin Perzyna, Adam Sztaba

CD 2
1. The Story So Far – 4:26
Muzyka/Słowa - Tracy Ackerman, Andy Watkins, Paul Wilson
2. Sit Down – 3:33
Muzyka/Słowa - Tracy Ackerman, Andy Watkins, Paul Wilson
3. The Day Before the Rain – 4:34
Muzyka/Słowa - Tracy Ackerman, Andy Watkins, Paul Wilson
4. How Do You Know – 4:14
Muzyka/Słowa - Tracy Ackerman, Andy Watkins, Paul Wilson
5. Cross My Heart – 3:38
Muzyka/Słowa - Tracy Ackerman, Andy Watkins, Paul Wilson
6. Invisible – 5:18
Muzyka/Słowa - Tracy Ackerman, Andy Watkins, Paul Wilson
7. As If – 3:25
Muzyka/Słowa - Guy Roche
8. Hold on Your Heart – 4:42
Muzyka/Słowa - Angela Lupino, Simon Franglen
9. If You Could – 4:16
Muzyka/Słowa - Tracy Ackerman, Andy Watkins, Paul Wilson
10. Make It Happen – 4:09
Muzyka/Słowa - Tracy Ackerman, Andy Watkins, Paul Wilson
11. Whatever It Takes – 3:47
Muzyka/Słowa - John Robinson Reid, Simon Franglen
12. Can't Say No – 3:45
Muzyka/Słowa - Andrew Frampton, David Frank, Steve Kipner
13. Sleep With Me – 3:19
Muzyka/Słowa - Billy Steinberg, Marie-Claire D'Ubaldo, Rick Nowels

### Perła (edycja podstawowa) (kaseta)
Nadzwyczajnie jak na rok 2002, firma fonograficzna zdecydowała się na wydanie albumu na kasecie magnetofonowej.
Ze względu na limitowaną pojemność nośnika, na kasecie zabrakło sześć utworów, które pojawiły się na płycie CD: The Story So Far, The Day Before the Rain, If You Could, Whatever It Takes, Can't Say No, Sleep With Me.
Side A
1. Jak najdalej – 4:31
2. Obłok – 4:18
3. Nie proszę o więcej – 4:04
4. Słowa jak motyle – 4:32
5. Perła – 4:28
6. Mogę zapomnieć ciebie – 3:10
7. Prezenty – 4:35

Side B
1. Make It Happen – 4:09
2. Sit Down – 3:33
3. Hold on Your Heart – 4:42
4. How Do You Know – 4:14
5. Cross My Heart – 3:38
6. Invisible – 5:18
7. As If – 3:25

### Perła (edycja specjalna)
Perła (edycja specjalna) została wydana 22 lutego 2003, wnosząc nowe utwory: Don't You Know You, Calling You oraz Talk To Me, który jest duetem z rapperem Flo, a także europejski hit artystki Impossible znany dotąd jedynie z albumu Invisible. Na albumie nie dodano utworów znajdujących się na wcześniejszej płycie: Perła, Prezenty, The Day Before The Rain oraz If You Could. Oprócz 4 zupełnie nowych piosenek umieszczono również kilka remiksów: Perła (Absolute Dance Remix), Impossible (Paradise City Radio Mix) i Impossible (Roy Malone King Mix – Edit). Płyta oprawiona została w nową okładkę i kilka nowych zdjęć. Album nie został wydany na kasecie magnetofonowej.
Ta wersja albumu jest udostępniana w dystrybucji cyfrowej od 2014 roku przez Warner Music Poland (kontynuatora Pomatonu). Opracowano na podstawie materiału źródłowego.
CD 1
1. Invisible – 5:18
2. Nie proszę o więcej – 4:04
3. Whatever It Takes – 3:47
4. Don't You Know You – 4:44
Muzyka/Słowa - Marta Dowson, Jamie Jaz
5. Calling You – 4:28
Muzyka/Słowa - Robert Telson
6. Słowa jak motyle – 4:32
7. Hold on Your Heart – 4:42
8. The Story So Far – 4:26
9. Sleep With Me – 3:19

CD 2
1. How Do You Know – 4:14
2. Sit Down – 3:33
3. Mogę zapomnieć ciebie – 3:10
4. Can't Say No – 3:45
5. Talk to Me feat. Flo – 3:27
Muzyka/Słowa – Andy Watkins, Paul Wilson, Flo, Shernette May
6. Obłok – 4:18
7. X My Heart – 3:38
8. As If – 3:25
9. Jak najdalej – 4:31
10. Perła (Absolute Dance Remix) – 4:12
11. Make It Happen – 4:09
12. Impossible – 4:18
Muzyka/Słowa - Tracy Ackerman, Andy Watkins, Paul Wilson
13. Impossible (Paradise City Radio Mix) – 3:56
14. Impossible (Roy Malone King Mix – Edit) – 3:34

"X My Heart” to utwór, który na pierwszej edycji albumu „Perła” nosi nazwę „Cross My Heart”.

### Invisible (edycja światowa)
Invisible – to światowa wersja albumu Perła i jednocześnie drugi międzynarodowy album Edyty Górniak, wydany 31 marca 2003 roku nakładem wytwórni muzycznych EMI oraz Virgin Records. Album wydano w 23 krajach, między innymi w Niemczech, Finlandii oraz Japonii.
Album różni się od podstawowej edycji Perły kolejnością piosenek jak i dwoma dodatkowymi utworami: Impossible i remiksem piosenki The Story So Far. Do albumu została również stworzona nowa szata graficzna i książeczka w języku angielskim.
Pierwszym singlem promującym album został utwór „Impossible” do którego został nakręcony teledyski w Park Royal Studio w Londynie w reżyserii Dominica Anciano. Pochodzący z płyty utwór „Hold on Your Heart” został wykorzystany w portugalskim serialu telewizyjnym Morangos com Açúcar (Truskawki z cukrem).
1. Impossible – 4:18
2. Sit Down – 3:33
3. Invisible – 5:18
4. How Do You Know – 4:14
5. The Story So Far – 4:26
6. The Day Before the Rain – 4:34
7. Cross My Heart – 3:38
8. Make It Happen – 4:09
9. Hold on Your Heart – 4:42
10. If You Could – 4:16
11. As If – 3:25
12. Can't Say No – 3:45
13. Whatever It Takes – 3:47
14. The Story So Far (Uptempo Mix) – 4:14
15. Sleep With Me – 3:19

## Single
- Jak najdalej – pierwszy singiel promujący Perłę, reżyseria teledysku - Leszek Kumański
- Nie proszę o więcej – drugi singiel promujący Perłę, reżyseria teledysku - Bartek Jastrzębowski
- Słowa jak motyle – trzecie singiel z polskiej edycji płyty
- Perła – czwarty singiel z polskiej edycji płyty
- Impossible – pierwszy singiel z anglojęzycznej wersji Perły. Do piosenki powstał teledysk nakręcony w Park Royal Studio w Londynie w reżyserii Dominica Anciano.
- The Story So Far – drugi singiel promujący Invisible wydany na terenie Europy
- Whatever It Takes – trzeci singiel promujący Invisible wydany na terenie Europy
- As If / Sit Down – czwarty singiel z angielskiej edycji Perły wydany tylko na terenie Japonii
- Make It Happen – piąty singiel z Invisible wydany tylko na terenie Wielkiej Brytanii

## Twórcy
- Edyta Górniak - śpiew, produkcja (Jak najdalej, Obłok, Nie proszę o więcej, Mogę zapomnieć ciebie, Prezenty, Sleep With Me), chórki (Nie proszę o więcej, Słowa jak motyle, Perła, Impossible, Sit Down, Cross My Heart, Make It Happen, As If), aranżacja smyczkowa (Sleep With Me)
- Adam Sztaba - programowanie (Jak najdalej, Nie proszę o więcej, Perła), instrumenty klawiszowe/aranżacja kwartetu smyczkowego (Nie proszę o więcej, Hold On Your Heart, Sleep With Me)
- Absolute - produkcja (Słowa jak motyle, Perła, utwory w języku angielskim poza Whatever It Takes, Don't You Know You, Calling You, Can't Say No)
- Agnieszka Szeluk-Suen - asystent realizatora dźwięku (utwory w języku polskim)
- Andrew Frampton - aranżacja/realizator dźwięku/dodatkowe instrumenty klawiszowe/produkcja (Can't Say No)
- Andy Duncan - aranżacja/realizator dźwięku/produkcja (Don't You Know You, Calling You)
- Chris Porter - realizator dźwięku/produkcja (Whatever It Takes)
- David Frank - aranżacja/perkusja/instrumenty klawiszowe/produkcja (Can't Say No)
- Dave McCracken - produkcja (Słowa jak motyle, Perła, The Day Before The Rain, Sleep With Me), programowanie/instrumenty klawiszowe (Słowa jak motyle, The Day Before The Rain, Sleep With Me)
- Dave Treahearn - asystent realizatora dźwięku (Impossible)
- Emma Roads - chórki (As If)
- Flo - rap (Talk To Me)
- Francis Dunnery - gitary (Słowa jak motyle, Perła, Sit Down, Invisible, The Story So Far, The Day Before The Rain, Cross My Heart, If You Could, As If)
- Hazel Fernandez - chórki (Whatever It Takes)
- Jeremy Wheatly - mix (Impossible)
- Jim Lynch - trąbka (As If)
- Katie Kissoon - chórki (The Day Before The Rain)
- Kool Strings - smyczki (Perła)
- Kwartet Smyczkowy Prima Vista - smyczki (Nie proszę o więcej)
- Lain Gray - chórki (How Do You Know)
- Mark 'Spike' Stent' - mix (Talk To Me)
- Michał Dąbrówka – perkusja (Nie proszę o więcej)
- Michał Grymuza - gitary (Jak najdalej, Nie proszę o więcej)
- Mike Lyndup - pianino (How Do You Know, Make It Happen)
- Milton McDonald – gitara (How Do You Know, Make It Happen, Talk To Me)
- Nick Ingham - aranżacja partii smyczkowych (Hold On Your Heart)
- Paul Turner – bas (How Do You Know)
- Peter Gordeno - instrumenty klawiszowe/produkcja (Whatever It Takes)
- Phil Palmer – gitara (Whatever It Takes)
- Philippe Rose - asystent realizatora dźwięku (Słowa jak motyle, Perła, utwory w języku angielskim poza Impossible, Whatever It Takes, Don't You Know You, Calling You, Can't Say No, Talk To Me)
- Piotr Żaczek – bas (Nie proszę o więcej)
- Rick Mitra - produkcja (Whatever It Takes)
- Ryan Freeland -  realizator dźwięku (Can't Say No)
- Sacha Puttnam - instrumenty klawiszowe (Don't You Know You, Calling You)
- Sharnett May - chórki (Talk To Me)
- Simon C. Hale - aranżacja partii smyczkowych (Słowa jak motyle, The Day Before The Rain)
- Steve Fitzmaurice - mix (Słowa jak motyle, Perła, utwory w języku angielskim poza Impossible, Whatever It Takes, Don't You Know You, Calling You, Can't Say No, Talk To Me)
- Steve Power - mix (Don't You Know You, Calling You)
- Steve Sydelnyk – perkusja (How Do You Know, Make It Happen)
- Steven Hussey - aranżacja partii smyczkowych (Perła, Invisible, The Story So Far, Cross My Heart, If You Could)
- Tadeusz Mieczkowski - realizacja dźwięku (utwory w języku polskim)
- Tom Elmhurst - mix (utwory w języku polskim)
- Tracy Ackerman - chórki (Impossible, Sit Down, Invisible, How Do You Know, The Story So Far, The Day Before The Rain, Cross My Heart, Make It Happen, If You Could, As If)
- Winston Rollins - puzon (As If)

## Sprzedaż
| OLiS- Oficjalna Lista Sprzedaży |    |    |    |    |    |    |    |    |    |    |    |    |    |    |    |    |    |    |    |    |    |
| Tydzień                         | 01 | 02 | 03 | 04 | 05 | 06 | 07 | 08 | 09 | 10 | 11 | 12 | 13 | 14 | 15 | 16 | 17 | 18 | 19 | 20 | 21 |
| Pozycja                         | 2  | 1  | 2  | 6  | 4  | 5  | 9  | 9  | 17 | 20 | 19 | 20 | 23 | 32 | 35 | 35 | 37 | 41 | 39 | 38 | -  |